# Epipsilia
Epipsilia là một chi bướm đêm thuộc họ Noctuidae.

## Loài
- Epipsilia cervantes (Reisser, 1935)
- Epipsilia grisescens (Fabricius, 1794)
- Epipsilia latens (Hübner, [1809])